# قسطل (كعكة)
القسطل عبارة عن معجنات مصنوعة من اللوز أو البندق ومحشوة بكريمة الزبدة البرلينية [الفرنسية].

## الأصل والتسمية
أصل هذه الكعكة يعود إلى مدينة عنابة في الجزائر، ومنها أخذت اسمها من لونها القريب من لون الكستناء أو البندق. ومع ذلك، من المرجّح أن يكون أصل اسم الكعكة مرتبطًا بصانع المعجنات الذي اخترعها، وهو في الأصل من مدينة كاستيلساراسين.
تحظى بشعبية خاصة في الجزائر، وتعرف باسم القسطل، ولكنها تظل تخصصًا لمدينة بون.
إنها معجنات مصنوعة من برالين اللوز، وكريمة الزبدة المخلوطة بالكريمة المخفوقة، وفوندان القهوة المزين بقطع البسكويت ومرشوش بسكر البودرة، وهي في الأصل مربعة الشكل. وهو مشابه للكعكة الروسية ، التي تكون أكثر دائرية الشكل مع برالين اللوز المغطى بكريمة الزبدة ومتوج بمربى المشمش، ويتم صنعه في أولورون سانت ماري.

## الملاحظات والمراجع
1. ↑  Tiuscha (17 فبراير 2015). "Castel ou Castelnaudary, à ma façon". over-blog.com. اطلع عليه بتاريخ 2024-11-22..
2. ↑  Bernard Dauphin (31 août 2018). "Le Castel (et le Russe)" (بالفرنسية). Retrieved 28 février 2023. {{استشهاد ويب}}: تحقق من التاريخ في: |تاريخ-الوصول= and |تاريخ= (help).

## الملاحق

### روابط خارجية
- "Castel typique d'annaba -pâtisserie aux amandes". Chef Simon, le plaisir de cuisiner. Cuisine, cours, techniques, partage de recettes, photos, vidéos. اطلع عليه بتاريخ 2023-04-09..